# Cerynea flavipennis
Cerynea flavipennis är en fjärilsart som beskrevs av W. Warren 1913. Cerynea flavipennis ingår i släktet Cerynea och familjen nattflyn. Inga underarter finns listade i Catalogue of Life.